# Montegiordano
Montegiordano ist eine Gemeinde mit 1542 Einwohnern (Stand 31. Dezember 2023) in der Provinz Cosenza in Kalabrien.
Das Gebiet der Gemeinde liegt auf einer Höhe von 619 m über dem Meeresspiegel und umfasst eine Fläche von 35 km². Montegiordano liegt etwa 111 km westlich von Cosenza. Der Ortsteil Montegiordano Marina liegt am Ionischen Meer. Die Nachbargemeinden sind Canna, Oriolo, Rocca Imperiale und Roseto Capo Spulico.
Montegiordano geht auf eine Siedlung aus dem 4. Jahrhundert v. Chr. zurück. Die heutige Stadt Montegiordano würde zwischen 1645 und 1649 gegründet.